# Judith Heumann
Judith Heumann   (Filadèlfia, 18 de desembre de 1947 - Washington DC, 4 de març de 2023) va ser una activista estatunidenca pels drets de les persones amb discapacitat. Va col·laborar amb el Banc Mundial i el Departament d'Estat dels Estats Units per estendre el Moviment de Vida Independent.
Va ser guardonada amb el premi Henry Viscardi (2020) i va ser inclosa per la BBC en la llista 100 Women de l'any 2022.

## Biografia
Va néixer a Filadèlfia, en una família jueva d'origen alemany, i va criar-se a Nova York, al districte de Brooklyn. Als 18 mesos, va contraure poliomielitis, motiu pel qual ha de moure's en cadira de rodes.
Va començar a participar en protestes polítiques durant la seva estada a la Universitat de Long Island, quan exigia accessos adaptats per a les persones amb mobilitat reduïda a les facultats, campus i residències universitàries. Va graduar-se l'any 1969 en Logopèdia i el 1975 va obtenir un màster en Salut pública.
Un cop va concloure els estudis universitaris, va haver de demandar la ciutat de Nova York per poder exercir com a mestra, ja que les persones en cadira de rodes no estaven autoritzades a fer-ho. Després de guanyar el judici, va crear l'organització Disabled in Action (Discapacitats en Acció).
El 1975 va traslladar-se a Califòrnia per entrar a treballar al Centre per la Vida Independent. Hi va formar part fins a l'any 1982. A continuació, va ser cofundadora de l'Institut Mundial per la Discapacitat, que va codirigir fins al 1993; quan va entrar a formar part de l'administració Clinton, dintre del Departament d'Educació, a l'oficina especial d'Educació especial i rehabilitació.
Amb el canvi de govern als Estats Units, va ser nomenada Consellera de discapacitat i desenvolupament al Banc Mundial. Amb Barack Obama a la Casa Blanca, Heumann va tornar a l'administració pública, aquest cop en el Departament d'Estat, com a Consellera en Dret internacional de les persones amb discapacitat. Per acabar, entre 2017 i 2019, va col·laborar amb la Fundació Ford.
L'activista va morir el 4 de març de 2023 a la capital, després de passar un temps ingressada amb problemes respiratoris.

## Als mitjans
Judith Heumann ha aparegut en dos documentals que van tenir bona acollida als EE.UU.: The Power of 504 (2008) i Crip Camp (2020). A més, l'any 2020 va publicar la seva autobiografia: Being Heumann: An Unrepentant Memoir of a Disability Rights Activist.